# Квалифицированный инвестор
Квалифицированный инвестор (англ. accredited investor) — физическое или юридическое лицо, которое признано способным осуществлять операции на рынке ценных бумаг в отношении тех видов финансовых инструментов и услуг, которые предназначены только для квалифицированных инвесторов. Обычно это означает, что квалифицированный инвестор сознаёт и принимает на себя ответственность за проведение наиболее рискованных операции на фондовом рынке.
Впервые в РФ выявление и раскрытие понятия «квалифицированный инвестор» было внесено в федеральном законе от 22 апреля 1996 года № 39-ФЗ «О рынке ценных бумаг» в связи с принятием федерального закона № 334-ФЗ от 6 декабря 2007 года «О внесении изменений в Федеральный закон „Об инвестиционных фондах“ и отдельные законодательные акты Российской Федерации».
Кроме того, некоторые[какие?] российские брокеры используют критерии квалифицированного инвестора в качестве фильтра при отборе клиентов для оказания некоторых услуг, например, доступа к международным торговым площадкам.

## Критерии квалифицированного инвестора в России
Квалифицированным инвестором может быть признано как физическое лицо, так и юридическое лицо — квалифицированный институциональный инвестор. Признание лица квалифицированным инвестором может быть осуществлено по его письменному заявлению брокерами, управляющими, иными лицами, определёнными законом, в случаях и в порядке, установленном федеральным органом исполнительной власти по рынку ценных бумаг.

### Физическое лицо
Физическое лицо может быть признано квалифицированным инвестором, если оно отвечает любому из следующих требований:
- Общая стоимость ценных бумаг, которыми владеет это лицо, или общий размер обязательств из договоров, являющихся производными финансовыми инструментами и заключенных за счет этого лица, должны составлять не менее 12 миллионов рублей.
- Имеет опыт работы в российской или иностранной организации, которая совершала сделки с ценными бумагами или заключала договоры, являющиеся производными финансовыми инструментами:
  - не менее двух лет, если такая организация является квалифицированным инвестором в соответствии с пунктом 2 статьи 51.2 Федерального закона «О рынке ценных бумаг»;
  - не менее 3 лет в иных случаях.
- Совершало сделки с ценными бумагами или заключало договоры, являющиеся производными финансовыми инструментами, за последние четыре квартала в среднем не реже 10 раз в квартал, но не реже одного раза в месяц. При этом совокупная цена таких сделок (договоров) должна составлять не менее 6 миллионов рублей.
- Размер имущества, принадлежащего лицу, составляет не менее 6 миллионов рублей. При этом учитывается только следующее имущество:
  - денежные средства, находящиеся на счетах или во вкладах (депозитах), открытых в кредитных организациях в соответствии с нормативными актами Банка России, или в иностранных банках;
  - требования к кредитной организации выплатить денежный эквивалент драгоценного металла по учётной цене;
  - ценные бумаги, в том числе переданные физическим лицом в доверительное управление.
- Имеет высшее экономическое образование, подтвержденное документом государственного образца Российской Федерации, выданным образовательной организацией высшего профессионального образования, которое на момент выдачи указанного документа осуществляло аттестацию граждан в сфере профессиональной деятельности на рынке ценных бумаг, или любой из следующих аттестатов и сертификатов: квалификационный аттестат специалиста финансового рынка, квалификационный аттестат аудитора, квалификационный аттестат страхового актуария, сертификат «Chartered Financial Analyst» (CFA), сертификат «Certified International Investment Analyst» (CIIA), сертификат «Financial Risk Manager (FRM)»[1][2].

### Юридическое лицо
В соответствии с указанным законом, а также Указанием Банка России от 29.04.2015 N 3629-У "О признании лиц квалифицированными инвесторами и порядке ведения реестра лиц, признанных квалифицированными инвесторами" юридическое лицо (коммерческая организация) может быть признано по его письменному заявлению квалифицированным инвестором, если оно отвечает любому  (одному) требованию из указанных:
- имеет собственный капитал не менее 200 миллионов рублей;
- совершало сделки с ценными бумагами и (или) заключало договоры, являющиеся производными финансовыми инструментами, за последние 4 квартала в среднем не реже 5 раз в квартал, но не реже одного раза в месяц, при этом совокупная цена таких сделок (договоров) должна составлять не менее 50 млн. рублей;
- имеет оборот (выручку) от реализации товаров (работ, услуг) по данным бухгалтерской отчетности (национальных стандартов или правил ведения учета и составления отчетности для иностранного юридического лица) за последний завершенный отчетный год не менее 2 миллиардов рублей;
- имеет сумму активов по данным бухгалтерского учета (национальных стандартов или правил ведения учета и составления отчетности для иностранного юридического лица) за последний завершенный отчетный год не менее 2 миллиардов рублей.

Также статьей 4 Федерального закона № 334-ФЗ от 6 декабря 2007 года «О внесении изменений в Федеральный закон „Об инвестиционных фондах“ и отдельные законодательные акты Российской Федерации» определён список организаций, которые в соответствии со своей профессиональной лицензией являются квалифицированными институциональными инвесторами, а именно:
- брокеры, дилеры и управляющие;
- кредитные организации;
- акционерные инвестиционные фонды;
- управляющие компании инвестиционных фондов, паевых инвестиционных фондов и негосударственных пенсионных фондов;
- страховые организации;
- негосударственные пенсионные фонды;
- Центральный банк Российской Федерации;
- государственная корпорация «Банк развития и внешнеэкономической деятельности (Внешэкономбанк)»;
- Агентство по страхованию вкладов;
- международные финансовые организации, в том числе Всемирный банк, Международный валютный фонд, Европейский центральный банк, Европейский инвестиционный банк, Европейский банк реконструкции и развития;
- иные лица, отнесенные к квалифицированным инвесторам федеральными законами.

## Бумаги, доступные только для квалифицированных инвесторов
В России квалифицированные инвесторы вправе приобретать бумаги, ограниченные в обороте в силу законодательства и предназначенные только для квалифицированных инвесторов. В настоящее время к таким относятся инвестиционные паи акционерных и закрытых паевых инвестиционных фондов некоторых типов, в том числе кредитных фондов, фондов прямых инвестиций, хедж-фондов, фондов особо рискованных (венчурных) инвестиций и некоторых фондов недвижимости (в зависимости от уровня риска в соответствии с инвестиционной декларацией фонда).
По состоянию на 7 декабря 2018 года из 998 ценных бумаг, торгуемых на Московской бирже, только 6 предназначены для квалифицированных инвесторов.
Инвестиционные возможности для квалифицированных инвесторов при работе с ПИФами расширяются с введением Федерального закона от 1 мая 2019 г. N 75-ФЗ «О внесении изменений в Федеральный закон „Об инвестиционных фондах“ и Федеральный закон „О Российском Фонде Прямых Инвестиций“». Для них снимаются запреты на совершение сделок с элементами конфликта интересов (однако только при условии, что возможность совершения таких сделок напрямую прописана в правилах доверительного управления).